# Quint Lutaci Càtul (cònsol 102 aC)
Quint Lutaci Càtul (en llatí: Quintus Lutatius Q. F. Catulus) va ser cònsol romà l'any 102 aC junt amb Mari. Se sap que havia sigut derrotat en tres intents previs d'obtenir la magistratura (per Gai Atili Serrà el 106 aC, per Gneu Mal·li el 105 aC i per Gai Flavi Fímbria el 104 aC), i que no era candidat el 103 aC. També és conegut pels seus treballs literaris.

## Carrera militar
En aquell moment els cimbres s'havien unit als teutons, ambrons, tigurins i altres grups menors i després d'assolar la Gàl·lia i Hispània i derrotar els exèrcits romans (Carbó l'any 113 aC, Silà el 109 aC, Cassi el 107 aC, Mal·li i Cepió el 105 aC) estaven a punt d'entrar a Itàlia. Es van dividir en dues columnes, una que anava per Provença per la costa cap al golf de Ligúria i una que anava pels Alps cap al Po. Es va decidir que Mari s'enfrontaria als teutons i Càtul (amb Sul·la com a lloctinent) als cimbres.
Mari va lliurar batalla a Aquae Sextiae amb una gran victòria.
Càtul en canvi va tenir una campanya menys gloriosa, vigilant els passos dels rius, va prendre posicions a l'Adige, però va ser completament derrotat i posat en fuga. Càtul, per evitar el deshonor, va controlar la fugida dels seus homes i va tornar a les seves posicions, però deixant a l'enemic tota la Transpadana. Mari, que havia tornat a Roma es va assabentar del desastre a la primavera del 101 aC i va sortir en ajut del seu col·lega. Els dos exèrcits reunits van creuar el Po i van anar cap al quarter general dels cimbres, que era prop de Vercellae i el 30 de juliol de l'any 101 aC es va lliurar una altra batalla que va ser una nova victòria romana.
Malgrat la victòria, a partir de llavors Mari i Càtul es van considerar l'un a l'altre com a rivals i van competir en construir un temple cadascun per demostrar el favor diví.
En veure que la gent valorava més la intervenció de Mari en la victòria contra els cimbres, es va ajuntar amb Luci Corneli Sul·la per anar contra Mari i Luci Corneli Cinna. Càtul va tenir part després en la mort de Saturní i va esclatar la guerra social. Quan Cinna i Mari van recuperar el control de la ciutat l'any 87 aC, Càtul va ser proscrit. Va ser perseguit pel nebot de Mari, Marc Mari Gratidià i en veure's perdut es va suïcidar.

## Escriptor
Càtul va ser un distingit orador, era coneixedor de la literatura grega i ell mateix va escriure en poesia i en prosa.

### Prosa
Va ser autor d'una obra sobre la història del seu consolat, anomenada De consulatu et de rebus gestis suis, a la manera de Xenofont. De vegades se li ha atribuït un breu relat sobre la guerra amb els cimbres, però és més probable que sigui obra d'Àrquies.

### Poesia
Les contribucions de Càtul a la poesia llatina són considerades com els seus millors escrits. Se li atribueix haver introduït els epigrames hel·lenístics i se l'ha lloat pel gust cap als poemes breus molt personals, un tipus de versos que van tenir el seu màxim exponent amb Gai Valeri Catul a la dècada dels anys 50 aC. Entre el seu cercle d'amistats hi havia poetes com ara: Valerius Aedituus, Aulus Furius i Porci Licí.
Plini el jove l'inclou entre els homes il·lustres que van escriure poemes curts però sense arribar a ser austers (versiculi parum severi). Només dos epigrames de Càtul s'han conservat, ambdós dirigits a homes. Ciceró va conservar un dístic elegíac adreçat al cèlebre actor Rosci:
«Tot i que és un ésser humà,
sembla més bell que un déu» 
Aule Gel·li en va conservar un epigrama en el que es pot veure el model de Cal·límac. El seu text és el següent:
| Text | \|\| | Traducció |
| --- | ---- | --- |
| Aufugit mi animus; credo, ut solet, ad Theotimum devenit. Sic est, perfugium illud habet. Quid, si non interdixem, ne illunc fugitivum mitteret ad se intro, sed magis eiceret? Ibimus quaesitum. Verum, ne ipsi teneamur formido. Quid ago? Da, Venus, consilium.' |      | La meva ment fuig; imagino que al lloc de sempre:a Theotimus ha fet cap. És cert, marxa a pressa feta fins al refugi. Què passaria si no la denuncio i en lloc de permetre que la fugitiva s'introdueixi en ell, ell prefereix l'expulsió? Aniré a cercar-lo, però si sóc jo el capturat... Tinc por. Què faig? Venus, aconsella'm! |
Lingüísticament cal notar l'ús alternat amb finalitat poètica de la primera persona singular i a la primera persona plural. Pel que fa al tema amorós de tipus homosexual, és un fenomen nou en la poesia de l'època que va viure Càtul, però que ja s'havia donat en la cultura grega.

## Promotor de construccions

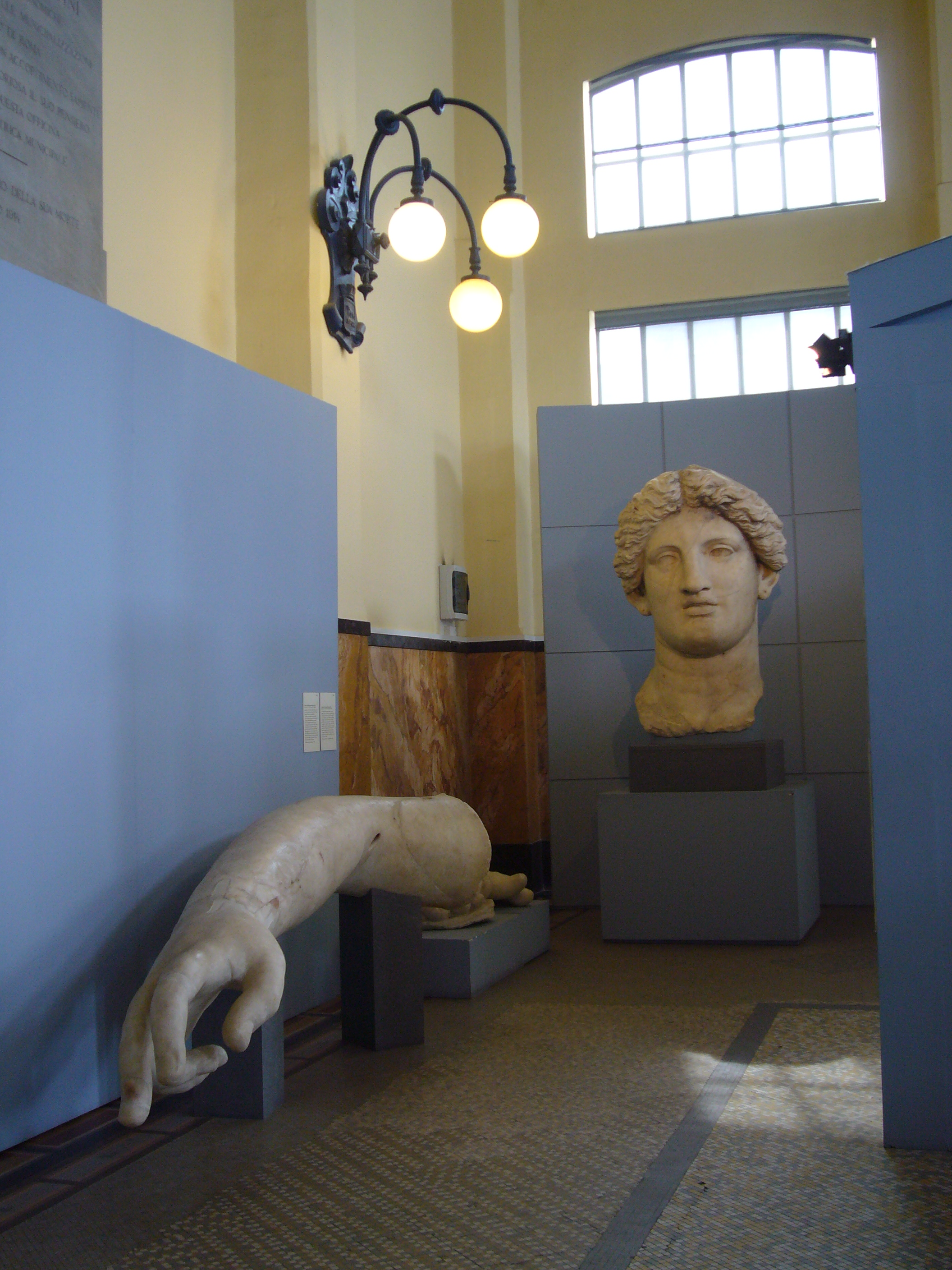
El temple Fortuna Huiusce Diei contenia una estàtua colossal (fragments de la imatge) de la deessa Fortuna (mitologia)

Càtul va ser un home ric i va gastar part de la seva fortuna en embellir Roma. Hi a dues construccions que es coneixen amb el nom de Monumenta Catuli: 
- el Temple de Fortuna Huiusce Diei[b][11] per commemorar del la victòria del dia a Vercellae.
- el Porticus Catuli, construït amb el botí de guerra obtingut dels cimbris i estava adjacent a la casa del mateix Càtul.[12]

## Relacions familiars
La seva mare, Popíl·lia, va ser després la dona de Luci Juli Cèsar.

### Matrimoni i descendents
H ha proves de l'existència d'almenys tres esposes:
1. Domícia dels Ahenobarbs, mare de Quint Lutaci Càtul el Jove, també cònsol.[13]
2. Servília dels Cepions,[c] mare de Lutatia Q. Hortensi, esposa del gran orador Quint Hortensi Hòrtal i cònsol del 69.[15]
3. Claudia, d'origen incert, però probablement duna branca de la gens Mària encapçalada per Claudi Marcelli. Aquest va ser, potser, el matrimoni de Càtul que va durar més temps (c. 103-87 aC) i sembla que va estar motivat per assegurar-se el suport dels Maris en la seva candidatura a cònsol, tot i que només hi ha constància de la seva existència en el moment de la seva mort.[16] No es coneix descendència d'aquest matrimoni.